# Inmigración manesa en los Estados Unidos
Los estadounidenses maneses son estadounidenses de origen ancestral total o parcial de maneses o personas de la Isla de Man que residen en los Estados Unidos de América.

## Asentamiento en Ohio
Se dice que la ciudad de Cleveland, Ohio, tiene la mayor concentración de estadounidenses de ascendencia manesa en los Estados Unidos. Sobre todo descienden de la aldea de Andreas en el lado norte de la Isla de Man. A partir de 1822, muchas familias, como la familia Corlett, se convirtieron en granjeros y cedieron tierras a la Connecticut Land Company. En 1826, más familias como los Kelley, Teare y Kneen se establecieron en Newburgh, lo que alentaría más asentamientos maneses en la zona. Cleveland era una ciudad de solo seiscientas personas. Una población creció a alrededor de 3000, tanto nacidos en la Isla de Man como con ascendencia de la Isla de Man, unidos por su idioma y costumbres de la Isla de Man. Entre los inmigrantes se encontraba William Corlett, quien donó tierras para la escuela de troncos de la comunidad para que los niños maneses fueran educados en sus idiomas nativos de manés e inglés.